# Abens
 (janvier 2016).
Si vous disposez d'ouvrages ou d'articles de référence ou si vous connaissez des sites web de qualité traitant du thème abordé ici, merci de compléter l'article en donnant les références utiles à sa vérifiabilité et en les liant à la section « Notes et références ».
L'Abens est une rivière allemande d'une longueur de 53 km qui coule dans le land de Bavière. Elle est un affluent en rive droite du Danube.